# Zoriane (obwód sumski)
Zoriane (ukr. Зоряне) – osiedle na Ukrainie, w obwodzie sumskim, w rejonie sumskim, w hromadzie Mykołajiwka. W 2001 liczyło 143 mieszkańców.